# خاراگرد
خاراگرد روستایی در  مرغاب از ولایت غور در کشور افغانستان است.